# Smrt a státní pohřeb Josifa Stalina
Josif Stalin, ruský revolucionář, politik a diktátor Sovětského svazu, zemřel 5. března 1953 na své dače v Kuncevu ve věku 74 let. Státní pohřeb mu byl vypraven dne 9. března v Moskvě a byl vyhlášen čtyřdenní státní smutek. V den pohřbu zemřely v lidské tlačenici stovky či tisíce občanů, kteří se mu přišli poklonit.
Stalinovo tělo bylo nabalzamováno a uloženo v Leninově a Stalinově mauzoleu až do roku 1961, kdy bylo přemístěno do nekropole u Kremelské zdi. Členy Stalinova nejbližšího okolí pověřenými organizací jeho pohřbu byli Nikita Chruščov, Lavrentij Berija, Georgij Malenkov a Vjačeslav Molotov.

## Nemoc a smrt

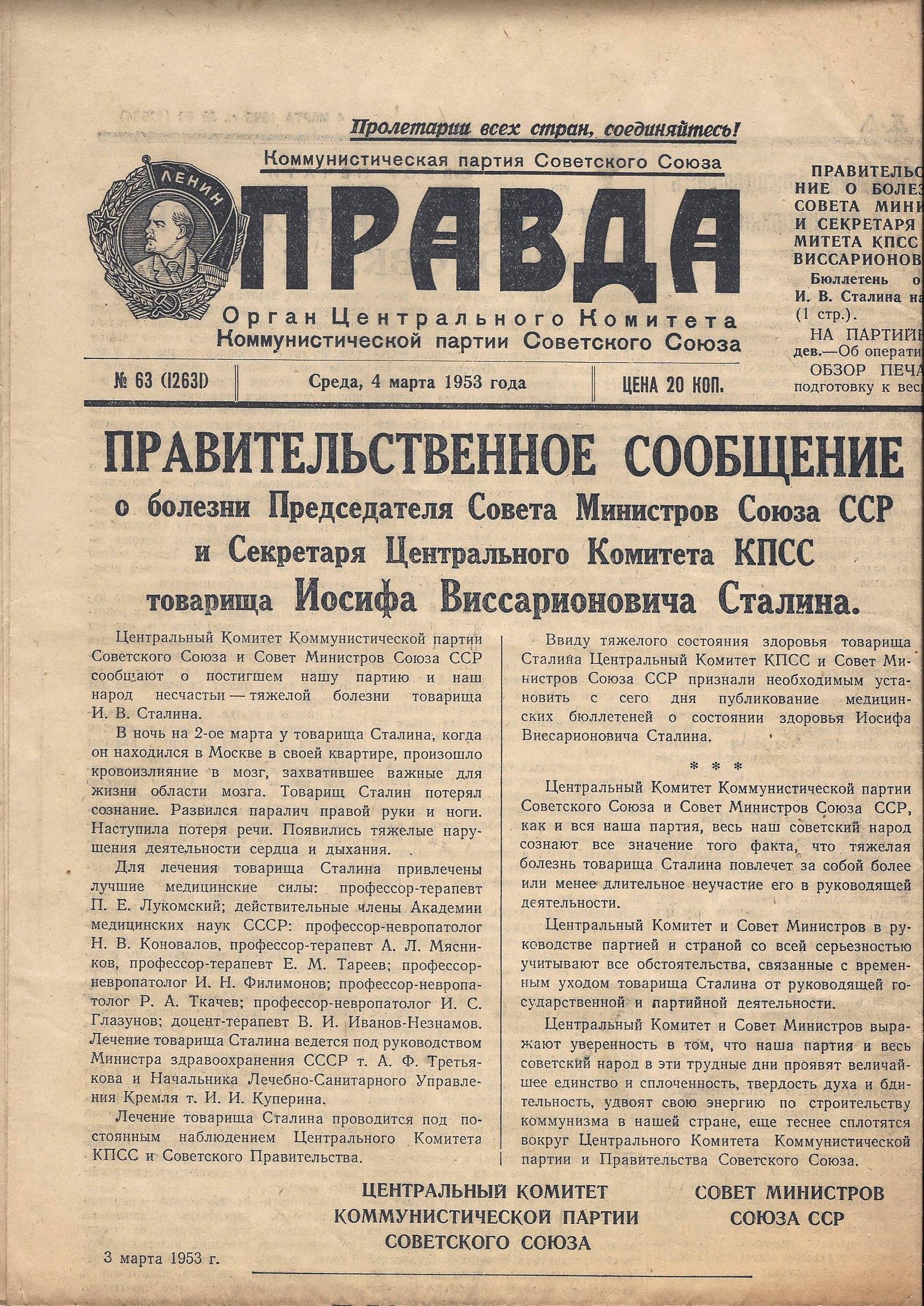
Ruské noviny Pravda z 4. března 1953 informující o nemoci Josifa Stalina

Stalinův zdravotní stav se již ke konci druhé světové války zhoršil. V důsledku silného kouření prodělal aterosklerózu, v době konání Přehlídky vítězství v květnu 1945 prodělal lehkou mozkovou mrtvici a v říjnu 1945 těžký infarkt.
Poslední tři dny Stalinova života byly podrobně popsány nejprve v oficiálních sovětských oznámeních v Pravdě. O několik desítek let později bývalý vysoký důstojník a historik Dmitrij Volkogonov popsal, jak se dne 28. února 1953 Stalin a malý počet jeho nejbližšího okolí, které tvořili Berija, Chruščov, Malenkov, Molotov a několik dalších, sešli na večerní zábavě a pitce. Přibližně ve čtyři hodiny ráno 1. března se hosté rozešli a Stalin odešel do svých soukromých prostor s přísnými instrukcemi, že nesmí být rušen, dokud se neozvou zvuky svědčící o jeho probuzení. Čas plynul a po celý den nebyly slyšet žádné zvuky. Přibližně ve 23:00 dne 1. března jeho hospodyně opatrně vstoupila do jeho pokoje a našla ho ležet na podlaze, oblečeného v kalhotách od pyžama a košili. Byl v bezvědomí, těžce dýchal, byl inkontinentní a nereagoval na pokusy o probuzení.
V 7:00 ráno 2. března byl Berija a skupina lékařských odborníků přivolána k jeho vyšetření. Na základě jejich vyšetření, které odhalilo krevní tlak 190/110 a pravostrannou hemiplegii, dospěli k závěru, že Stalin, který měl v minulosti známou nekontrolovanou hypertenzi, utrpěl hemoragickou mrtvici zasahující levou střední mozkovou tepnu. Během následujících dvou dnů podstoupil řadu léčebných zákroků. Ve snaze snížit krevní tlak, který se zvýšil na 210/120, mu byly během následujících dvou dnů na krk a obličej aplikovány dvě samostatné aplikace po osmi pijavicích. Jeho stav se však nadále zhoršoval a 5. března 1953 ve 21:50 hodin zemřel.
Stalinovo tělo bylo poté převezeno na blíže neurčené místo a byla provedena pitva, po níž bylo nabalzamováno pro veřejnost. Pokusy o nalezení a zpřístupnění originálu pitevní zprávy byly až do roku 2010 neúspěšné.

## Pohřeb

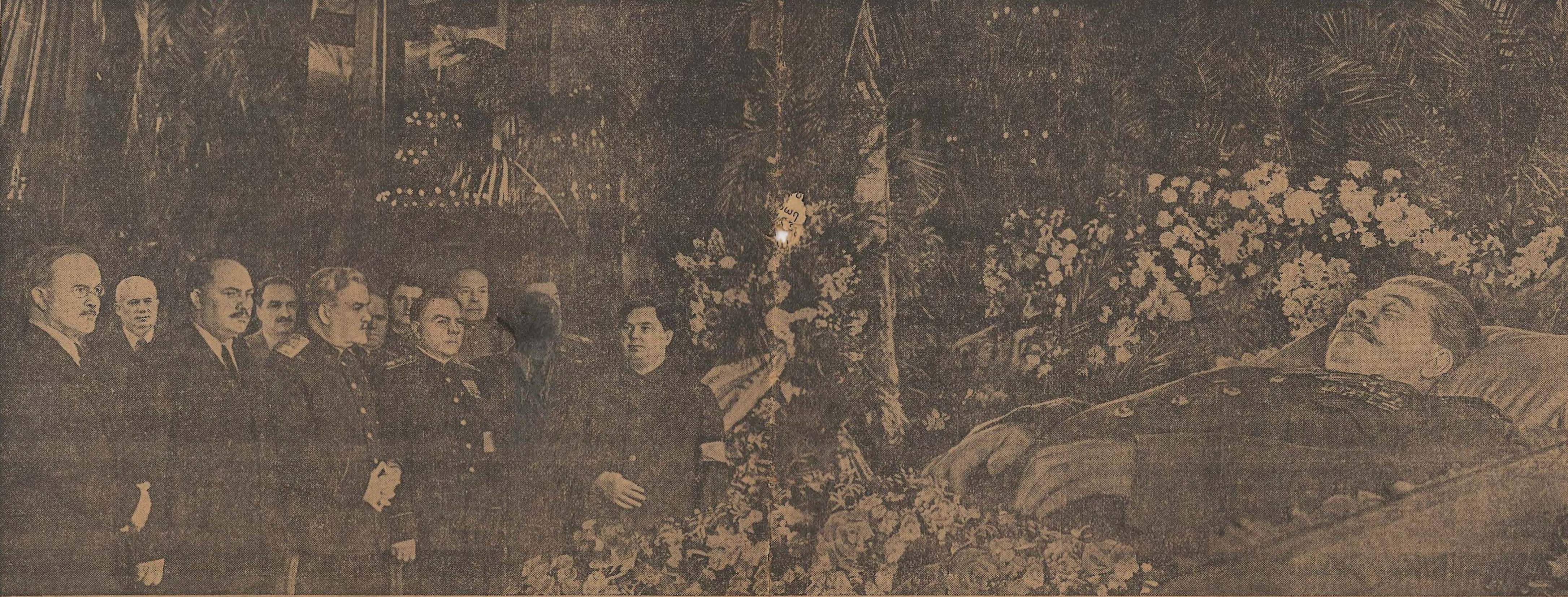
Vystavené Stalinovo tělo v Leninově mauzoleu

Dne 6. března 1953 byla rakev se Stalinovým tělem vystavena ve Sloupové síni v Domě odborů, kde zůstala tři dny. Dne 9. března bylo tělo dopraveno na Rudé náměstí a poté uloženo do Leninova mauzolea (kde leželo až do roku 1961). Chruščov, Malenkov, Molotov a Berija pronesli projevy, po nichž nosiči odnesli rakev do mauzolea. Při pohřbívání Stalinova těla byla v poledne moskevského času v celé zemi držena minuta ticha. Když zvony na kremelské věži odbíjely tuto hodinu, po celé zemi houkaly sirény a houkačky a z areálu Kremlu byla vypálena salva z 21 děl. Podobné tryzny se konaly také v dalších zemích východního bloku včetně Číny, Mongolska a Severní Koreje. Ihned po ukončení ticha zahrála vojenská kapela sovětskou státní hymnu a poté se na Stalinovu počest konala vojenská přehlídka moskevské posádky. Ve snaze veřejnosti vzdát Stalinovi úctu bylo podle svědectví přímých účastníků několik tisíc lidí umačkáno a ušlapáno k smrti. Chruščov později uvedl odhad, že v davu zemřelo 109 lidí, ačkoli skutečný počet mrtvých mohl být v řádu tisíců.

## Smuteční hosté
- Bolesław Bierut – předseda polské vlády, generální tajemník Polské sjednocené dělnické strany
- Valko Červenkov – předseda vlády Bulharska, generální tajemník Komunistické strany Bulharska
- Jacques Duclos – dočasný generální tajemník Komunistické strany Francie
- Gheorghe Gheorghiu-Dej – předseda Státní rady a předseda vlády Rumunska, první tajemník Rumunské dělnické strany
- Klement Gottwald – prezident Československa, předseda Komunistické strany Československa
- Otto Grotewohl – předseda Rady ministrů Německé demokratické republiky
- Dolores Ibárruri – generální tajemnice Komunistické strany Španělska
- Urho Kekkonen – předseda vlády Finska
- Spiro Koleka – místopředseda vlády Albánské lidové republiky
- Johann Koplenig – předseda Komunistické strany Rakouska
- Pietro Nenni – tajemník Italské socialistické strany
- Harry Pollitt – generální tajemník Komunistické strany Velké Británie
- Mátyás Rákosi – generální tajemník Maďarské strany pracujícího lidu
- Max Reimann – předseda Komunistické strany západního Německa
- Konstantin Rokossovsky – ministr obrany Polska
- Palmiro Togliatti – generální tajemník Komunistické strany Itálie
- Jumdžágín Cedenbal – předseda vlády Mongolska
- Walter Ulbricht – první tajemník Sjednocené socialistické strany Německa, místopředseda Rady ministrů Německé demokratické republiky
- Čou En-laj – premiér Čínské lidové republiky

V obavách, že by jejich odjezd mohl povzbudit soupeře v řadách Albánské strany práce, neriskovali cestu do Moskvy na pohřeb ani premiér Enver Hodža, ani místopředseda vlády Mehmet Šehu, který místo toho slíbil věčnou věrnost zesnulému sovětskému vůdci.
Guatemalští představitelé vlády Jacoba Árbenze chválili Stalina jako „velkého státníka a vůdce...jehož odchod oplakávají všichni pokrokoví lidé.“ Guatemalský kongres uctil Stalina minutou ticha.

## V kultuře
V roce 2017 natočil skotský režisér Armando Iannucci černou komedii Ztratili jsme Stalina, která pojednává o diktátorově smrti, pohřbu a následných bojích o moc mezi členy politbyra.

## Zajímavosti
Československému prezidentovi Klementu Gottwaldovi lékaři nedoporučovali letět na pohřeb. Poté, co se Gottwald vrátil 11. března 1953 z Moskvy, postěžoval si předsedovi vlády Antonínu Zápotockému, že mu není příliš dobře. Myslel si, že má jen chřipku, ale skutečnost byla vážnější. Ačkoliv to bylo přísně tajeno, byl závislý na alkoholu a trpěl syfilidou. Tyto problémy byly zřejmě příčinou aneurysmatu aorty (výdutě srdeční tepny), na následky jejíhož prasknutí po třech dnech, tj. 14. března 1953, zemřel.